# Manubach

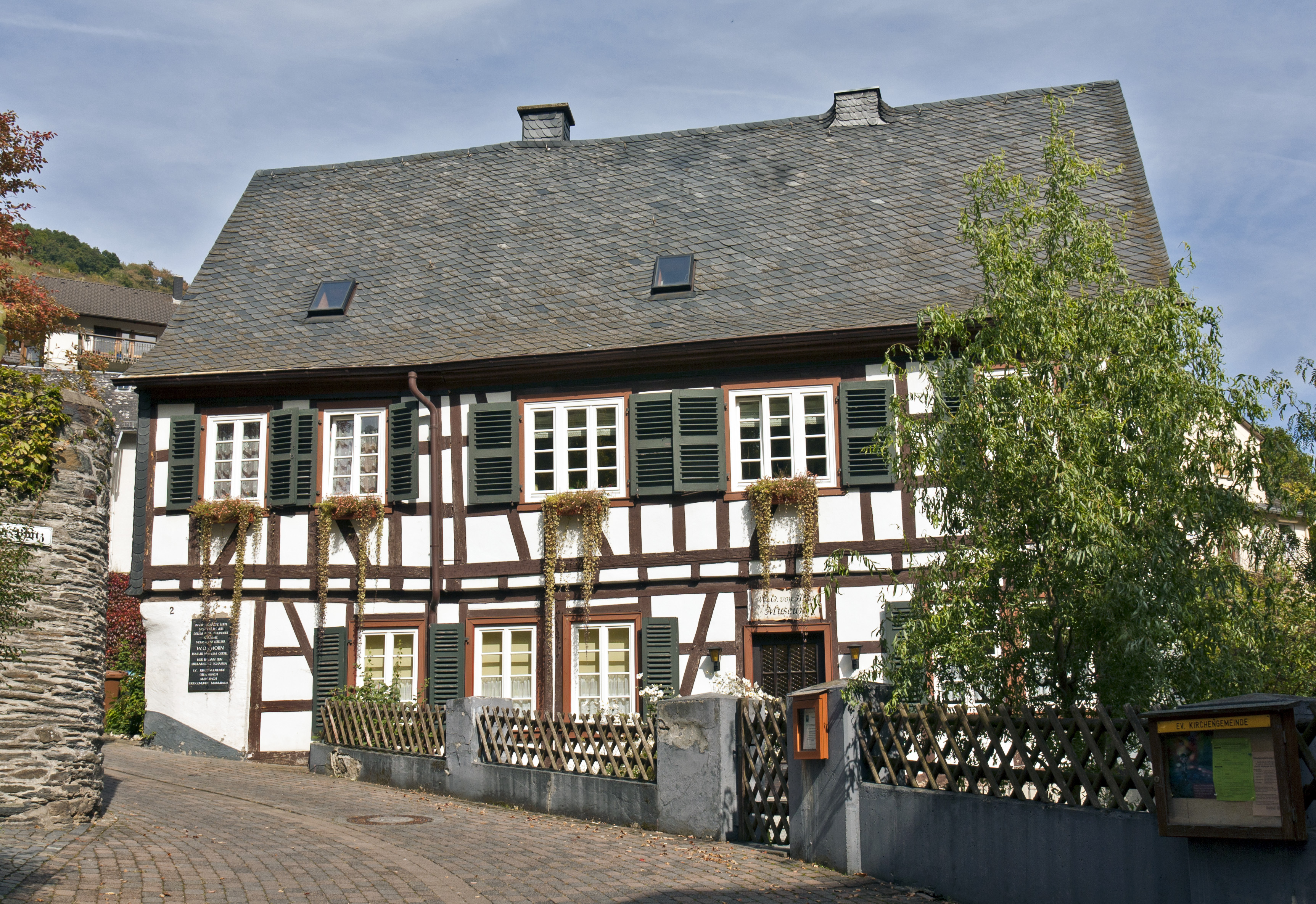
Im ehemaligen evangelischen Pfarrhaus wohnte und wirkte einst der Pfarrer und Schriftsteller W. O. von Horn

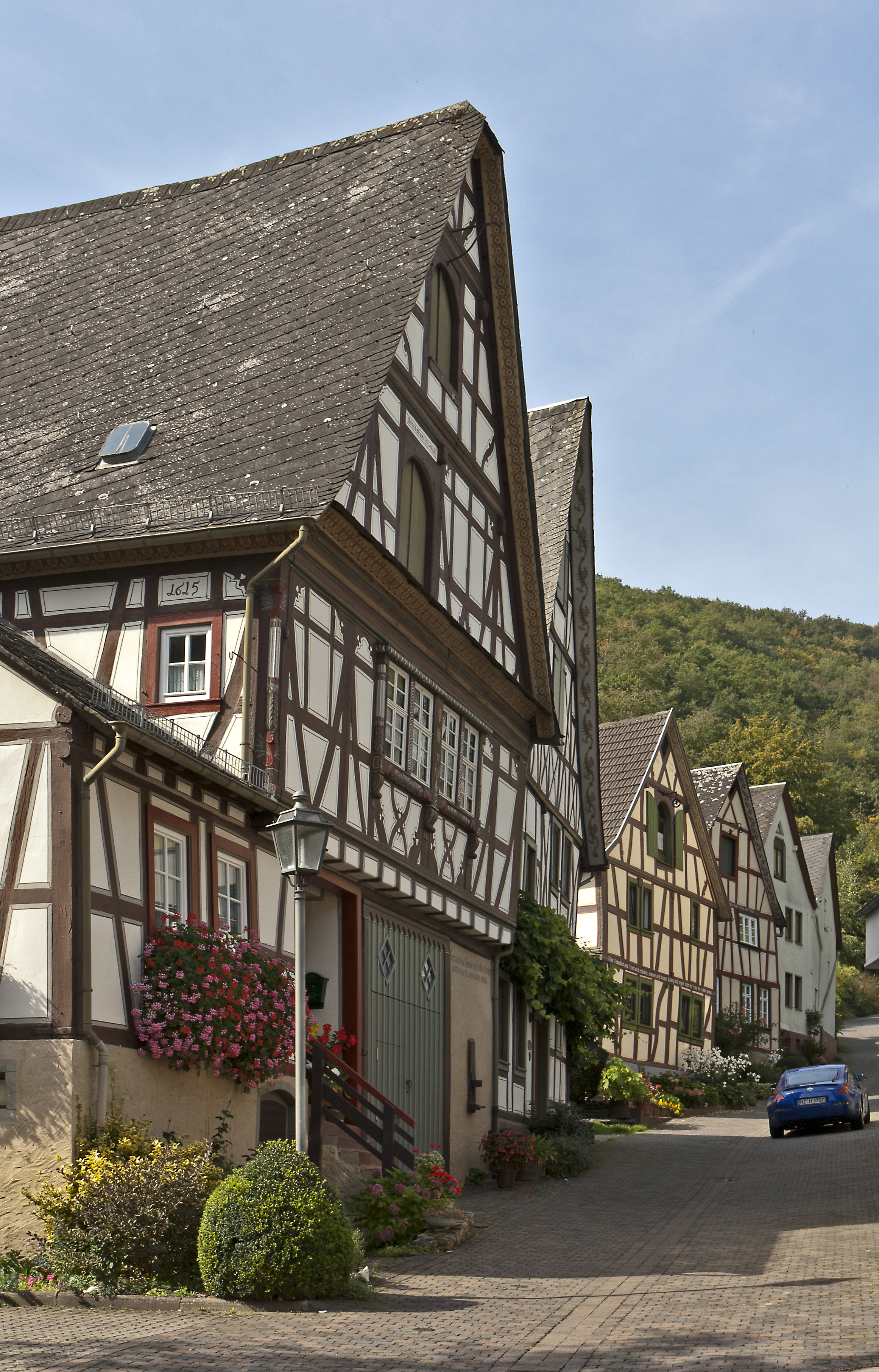
Fachwerkhäuser im Ortskern

Manubach ist eine Ortsgemeinde im Landkreis Mainz-Bingen in Rheinland-Pfalz. Sie gehört der Verbandsgemeinde Rhein-Nahe an, die ihren Verwaltungssitz in der Stadt Bingen am Rhein hat.
Seit 2003 ist Manubach Teil des UNESCO-Welterbes Oberes Mittelrheintal.

## Geographische Lage
Der Weinort Manubach liegt in einem Seitental des Mittelrheins zwischen Koblenz und Bingen am Rhein.

## Geschichte
Neben Steeg, Bacharach und Oberdiebach gehörte Manubach zum „Viertälergebiet“, welches bereits im 10. Jahrhundert im Besitz des Erzbistums Köln war. Der Ort wurde 1190 in einer Urkunde des Klosters Ravengiersburg erstmals genannt.
Bis Ende des 18. Jahrhunderts gehörte Manubach zum kurpfälzischen Oberamt Bacharach. Im Jahr 1776 zählte der Ort 96 Wohnhäuser.
Im Jahr 1794 hatten französische Revolutionstruppen das Linke Rheinufer besetzt, 1798 wurde das Gebiet in den französischen Staat integriert. Unter der französischen Verwaltung gehörte Manubach bis 1814 zum Kanton Bacharach im Arrondissement Simmern, das dem Rhein-Mosel-Departement zugeordnet war. Nach dem Pariser Frieden (1814) wurde die Region der Gemeinschaftlichen Landes-Administrations-Kommission mit Sitz in Kreuznach unterstellt, die unter der Verwaltung von Österreich und Bayern stand. Aufgrund der auf dem Wiener Kongress getroffenen Beschlüsse wurde 1815 das Rhein-Mosel-Departement, damit auch Manubach, dem Königreich Preußen zugeordnet. Unter der preußischen Verwaltung kam Manubach mit der Bürgermeisterei Bacharach 1816 zum Kreis Sankt Goar im Regierungsbezirk Koblenz, der von 1822 bis zum Ende des Zweiten Weltkriegs zur Rheinprovinz gehörte. Seit 1946 gehört die Gemeinde zu Rheinland-Pfalz.
Bevölkerungsentwicklung
Die Entwicklung der Einwohnerzahl von Manubach, die Werte von 1871 bis 1987 beruhen auf Volkszählungen:
| Jahr | Einwohner |
| 1815 | 424       |
| 1835 | 590       |
| 1871 | 618       |
| 1905 | 622       |
| 1939 | 519       |
| 1950 | 535       |

| Jahr | Einwohner |
| 1961 | 462       |
| 1970 | 425       |
| 1987 | 348       |
| 1997 | 383       |
| 2005 | 351       |
| 2023 | 307       |

## Politik

### Gemeinderat
Der Gemeinderat in Manubach besteht aus sechs Ratsmitgliedern, die bei der Kommunalwahl am 9. Juni 2024 in einer Mehrheitswahl gewählt wurden, und dem ehrenamtlichen Ortsbürgermeister als Vorsitzendem.

### Bürgermeister
Ortsbürgermeister ist Hans-Günter Seckler. Bei der Direktwahl am 26. Mai 2019 trat er als einziger Bewerber an und wurde mit einem Stimmenanteil von 82,72 % gewählt. Damit wurde er Nachfolger von Karl-Richard Mades, der nach zehn Jahren im Amt nicht mehr angetreten war. Bei der Direktwahl am 9. Juni 2024 wurde Hans-Günter Seckler als einziger Bewerber mit einem Stimmenanteil von 94,2 % für weitere fünf Jahre im Amt bestätigt.

## Kultur

### Sehenswürdigkeiten
- Am ehemaligen Pfarrhaus befindet sich eine Gedenktafel an W. O. von Horn
- Das W. O. von Horn-Archiv mit Erstausgaben seiner Werke und zeitgenössischen Dingen steht nach Anmeldung über die Gemeinde der Öffentlichkeit zur Verfügung

### Regelmäßige Veranstaltungen
Ende August findet regelmäßig die Kirmes statt.

## Wirtschaft und Infrastruktur

### Weinbau
Die Weinberge sind an den Südhängen lokalisiert und stellen ein Zeugnis großer Weinbautradition des Ortes im Weinbaugebiet Mittelrhein dar. Die Geschichte einzelner Weingüter lässt sich bis Mitte des 18. Jahrhunderts nachverfolgen. Im Jahr 1960 existierten noch 94 Weinbaubetriebe in Manubach, die Traubenproduktion betrieben – heute sind nur noch wenige Weingüter und der Winzerverein Loreley Bacharach als Winzergenossenschaft aktiv. Die Neugründung eines Weingutes im Jahr 2001 knüpft an die alte Weinbautradition neu an. Durch das Tal fließt der Gailsbach, der im Oberlauf Gunzenbach heißt, zum Rhein hinab. Auf der gegenüberliegenden Seite, an den Nordhängen, befinden sich Obstwiesen.

### Verkehr
Die Bundesautobahn 61 wird nach ca. 10 km an der Anschlussstelle Rheinböllen erreicht. Ein Bürgerbus mit dem Namen „Vierthäler“ besteht seit dem 22. Januar 2013 und soll vor allem älteren Menschen bei der Alltagsmobilität helfen.

## Persönlichkeiten
- W. O. von Horn (1798–1867), eigentlich Friedrich Wilhelm Philipp Oertel, war ein deutscher Schriftsteller. Er lebte von 1812 bis 1835 in Manubach und war von 1820 bis 1835 dort Pfarrer.
- Fritz Kutscher (1907–1988), in Manubach geborener Geologe und Paläontologe